# Hugh Edwards
Hugh Robert Arthur Edwards, född 17 november 1906 i Woodstock, död 21 december 1972 i Southampton, var en brittisk roddare.
Edwards blev olympisk guldmedaljör i fyra utan styrman vid sommarspelen 1932 i Los Angeles.